# Лёк (Франция)
Лёк (фр. Leuc) — коммуна во Франции, находится в регионе Лангедок — Руссильон. Департамент коммуны — Од. Входит в состав кантона Восточный Каркасон. Округ коммуны — Каркасон.
Код INSEE коммуны — 11201.

## Население
Население коммуны на 2008 год составляло 648 человек.
| 1962 | 1968 | 1975 | 1982 | 1990 | 1999 | 2008 |
| ---- | ---- | ---- | ---- | ---- | ---- | ---- |
| 420  | 427  | 387  | 529  | 629  | 577  | 648  |

## Экономика
В 2007 году среди 421 человек в трудоспособном возрасте (15—64 лет) 314 были экономически активными, 107 — неактивными (показатель активности — 74,6 %, в 1999 году было 70,3 %). Из 314 активных работали 286 человек (152 мужчины и 134 женщины), безработных было 28 (14 мужчин и 14 женщин). Среди 107 неактивных 42 человека были учениками или студентами, 38 — пенсионерами, 27 были неактивными по другим причинам.